# Saratoga Springs (New York)
Saratoga Springs je grad u američkoj saveznoj državi New York. Prema popisu stanovništva iz 2010. u njemu je živjelo 26.586 stanovnika.